# Cycle circadien et microbiote intestinal des mammifères
Vous pouvez aider à l'améliorer ou bien discuter des problèmes sur sa page de discussion.
- Il n’est pas rédigé dans un style encyclopédique. (Marqué depuis décembre 2019)
- Son introduction est soit absente, soit non conforme aux conventions de Wikipédia. (Marqué depuis décembre 2019)

Le microbiote intestinal mammalien partage une relation symbiotique avec l'hôte : ce dernier procure des nutriments aux microorganismes intestinaux via l’alimentation et, en retour, le microbiote peut fournir des sous-produits du métabolisme bénéfiques pour l’hôte. D’un autre côté, le microbiote permet la régulation de processus physiologiques et il est bien établi qu’un dérèglement de la flore intestinale normale est propice à l’apparition de plusieurs maladies souvent médiées et exacerbées par l’inflammation,,,.
Chez la souris, le microbiote intestinal montre des variations du cycle circadien en fonction de l’alimentation ingérée. Une souris normalement nourrie montre des fluctuations cycliques dans la population bactérienne de son microbiote intestinal. En effet, les espèces Firmicutes sont plus abondantes durant la phase active d’alimentation de la souris (i.e. période de noirceur), alors qu’elles atteignent un minimum durant la phase inactive (i.e période de jeûne durant le jour). À l’inverse, les espèces Bacteroidetes et Verrucomicrobia augmentent durant la période de jeûne, et diminuent durant la période d’alimentation. Un changement dans la diversité 𝛼 est donc présent en fonction de la période de la journée.

## Facteurs influençant la rythmicité circadienne du microbiote intestinal

### L'influence du sexe
Les rythmes imposés par l’horloge au microbiote intestinal se font en partie via la rythmicité d’ingestion alimentaire ,. L’horloge impose une rythmicité endogène mais elle est également sujette à l'entraînement par des facteurs externes ou des signaux périphériques de l’organisme par rapport noyau suprachiasmatique (NSC). Les signaux perçus par la paroi gastro-intestinale influencent à leur tour la rythmicité de l’horloge. Si, au fil du vieillissement, la rythmicité reste stable dans le NSC, sa cohérence rythmique vers les tissus périphériques se détériore avec l’âge. Cette perte de cohérence rythmique entraînerait une modification au niveau des oscillations circadiennes du microbiote intestinal, qui pourrait altérer les fonctions d’autres organes tel que le foie et ses procédés de détoxification, contribuant au vieillissement cellulaire,. 
Le microbiote varie au niveau du phylum, de la génétique et des espèces et selon le sexe, et influence également l’horloge circadienne . Chez les souris, les hormones sexuelles, telle la testostérone, contribuent également à faire varier les oscillations la flore intestinale en fonction de leur expression . Chez les humains, la composition du microbiote varie selon le sexe. Il a ainsi été identifié que les Bacteroidetes sont plus abondants chez les hommes que chez les femmes. Le cycle circadien spécifique au sexe pourrait donc influencer différemment le microbiote chez les mâles et les femelles. Inversement, le microbiote influencerait l’horloge de façon différente selon le sexe.

### L'influence de la génétique
La composition du microbiote et son oscillation circadienne sont modulées par l’horloge de l’hôte, plus particulièrement au niveau de la boucle de rétroaction dépendante du gène activateur bmal1 . La délétion de bmal1 provoque une altération de l’abondance des bactéries entériques de manière distincte entre les sexes des individus et abolit toute rythmicité du microbiote intestinal indépendamment du sexe . Le sexe des individus a donc un impact sur la délétion de bmal1 et sur la composition bactérienne entérique , laissant envisager une interaction possible entre le sexe et le génotype. De plus, bmal1 exerce un effet anti-inflammatoire chez la souris , ce qui suggère que sa délétion serait propice à un changement de configuration de la flore intestinale vers un phénotype pouvant être pro inflammatoire.
Il a été démontré que des mutations du gène clock engendrent des dysfonctionnements sur la barrière intestinale et que cet effet est exacerbé par la consommation d’alcool . En effet, la communauté microbienne des souris clock-mutantes possède une diversité taxonomique moindre que celle du type sauvage et la mutation de ce gène est associée à une dysbiose intestinale indépendante de la diète  .
Des études récentes ont permis de démontrer que l’ablation des gènes per1/2 entraîne aussi la dysbiose, ceux-ci étant des composantes clés de l’horloge moléculaire de l’hôte ,. Cependant, des restrictions appliquées au niveau de la diète lors des phases jour/nuit permettent de rétablir la composition microbienne des souris per1/2 déficientes .
Il semble alors bien établi que les activateurs (bmal1, clock) et les inhibiteurs (per1/2) de l’horloge mammalienne sont fondamentaux à l’oscillation de la composition du microbiote fécal . Inversement, le retrait du microbiote intestinal induit des altérations significatives dans l’expression des gènes circadiens tels que RORα, Rev-Erbα, bmal1 et per1/2, pouvant mener à une surproduction iléale de corticostérone et à l’établissement d'un phénotype prédiabétique .

### L'influence de l'alimentation
La consommation d’une diète riche en gras déséquilibre le cycle circadien des souris en modifiant la période d’activité et l’expression des gènes du cycle . Il a été suggéré que le microbiote serait la cause de cette variation. En effet, une alimentation riche en gras cause l’obésité et un bouleversement de l’expression des gènes cycliques chez les souris ainsi que l’abolition des schémas d’oscillation normaux du microbiote. Les Firmicutes deviennent dominants à tout moment de la journée. Il se produit alors une reprogrammation du microbiote intestinal, et les souris nourries avec un régime riche en gras n'expriment plus les mêmes schémas d'oscillation du microbiote que les souris normales. Or, il est connu que le microbiote joue un rôle important sur le métabolisme de l'hôte. Une variation dans l'expression du microbiote aurait un impact distal sur le cycle circadien d'autres organes, dont le foie. Cette reprogrammation du cycle du foie est médiée[Quoi ?] par PPARγ , un récepteur hormonal nucléaire  impliqué dans la formation de tissus adipeux . Les souris nourries avec une diète plus grasse ont donc tendance à accumuler plus de graisse pour cette raison. La prise d’antibiotiques prévient cette reprogrammation, et réduit donc l'influx microbien sur la reprogrammation distale du cycle circadien du foie. L’alimentation restreinte, où les souris testées n’ont accès à la nourriture que la nuit, permet aussi d’éviter les impacts négatifs reliés à une alimentation riche en gras, en exprimant un microbiote cyclique permettant de protéger l’individu de l’obésité.

## Perspectives thérapeutiques et rythmicité circadienne du microbiote intestinal
Le microbiote intestinal et sa composition ont été démontrés comme étant un facteur clé dans la santé et la susceptibilité de l’hôte à plusieurs maladies, comme l’asthme, l’arthrite et les maladies inflammatoires du tractus digestif,. Ce changement dans la composition du microbiote peut être attribué à plusieurs éléments, notamment à un dérangement du cycle circadien. En effet, des études ont démontré, en utilisant un modèle de souris, qu’un trouble du cycle circadien réduit le nombre d’espèces de microorganismes dans le tractus digestif, suggérant que le rythme circadien est un modulateur important dans l’équilibre du microbiote. De plus, il a été démontré qu’un déséquilibre dans la flore intestinale est associé avec le développement de cancers, particulièrement des cancers gastriques et colorectaux. D’autres études ont également pu établir un lien entre un changement dans la flore intestinale induite par un dérangement du cycle circadien et la sensibilité de l’hôte à la radiothérapie. En effet, en utilisant un modèle de souris, il a été démontré qu’un trouble du cycle circadien avait un effet sur la flore intestinale qui affecte le taux de survie des hôtes à la suite d'un traitement de radiothérapie. Les souris ayant été entraînées sur trois cycles circadiens différents ont démontré une différence dans la composition de leur flore intestinale avant et après un traitement de radiothérapie. Ceci pourrait donc guider de futures études pour explorer l’importance du cycle circadien non seulement dans le développement des maladies, mais également dans leur traitement.